# امبونایوو
امبونایوو (به لاتین: Ambonaivo) یک سکونتگاه مسکونی در ماداگاسکار است که در آندروی واقع شده‌است.

## خصوصیات
امبونایوو ۱۰٬۰۰۰ نفر جمعیت دارد و ۱۷۱ متر بالاتر از سطح دریا واقع شده‌است.